# 690
Évszázadok: 6. század – 7. század – 8. század
Évtizedek: 640-es évek – 650-es évek – 660-as évek – 670-es évek – 680-as évek – 690-es évek – 700-as évek – 710-es évek – 720-as évek – 730-as évek – 740-es évek
Évek: 685 – 686 – 687 – 688 –  689 – 690 – 691 – 692 – 693 – 694 – 695

## Események

### Európa
- Meghal Oswine a Kent keleti felén uralkodó király. Utóda Wihtred, I. Ecgberht fia. A királyság nyugati felét továbbra is Swæfheard (Sæbbi essexi király fia) uralja.
- Meghal Tarszoszi Theodórosz, Canterbury érseke. A Kenti Királyság kaotikus viszonyai miatt széke két éven át üresen marad.
- Herstali Pippin meghívására az angolszász Willibrord megkezdi a frízek térítését.

### Kína
- Vu Cö-tien anyacsászárné és régens lemondatja 28 éves fiát, Tang Zsuj-cungot és szembemenve a kínai hagyományokkal (az ország 5000 éves történetében rajta kívül soha nem ült nő a trónon) maga veszi fel a császárnői címet. A Tang-dinasztia helyett kihirdeti a Csou-dinasztiát, fiát, Zsuj-cungot - akivel felvéteti a Vu családnevet - pedig kinevezi trónörökösnek.

## Halálozások
- szeptember 19. - Tarszoszi Theodórosz, canterburyi érsek
- Maubeuge-i Amalberga, frank apáca és szent
- Benedict Biscop, angolszász apát
- Toledói Julián, vizigót érsek
- Oswine, kenti király

## Fordítás
- Ez a szócikk részben vagy egészben  a(z)   690 című angol Wikipédia-szócikk ezen változatának fordításán alapul.  Az eredeti cikk szerkesztőit annak laptörténete sorolja fel. Ez a jelzés csupán a megfogalmazás eredetét és a szerzői jogokat jelzi, nem szolgál a cikkben szereplő információk forrásmegjelöléseként.